# Hotel Buenos Aires
L'Hotel Buenos Aires o Llar Betània és un edifici situat al carrer del Mont d'Orsà, 31-33 de Vallvidrera, a Barcelona, catalogat com a bé amb elements d'interès (categoria C).

## Història
Fou projectat el 1885 en estil eclèctic per l'arquitecte Joan Bruguera i Díaz, i inaugurat el 1886 com a fonda, i el 1892 fou ampliat per l'arquitecte Joan Freixe i Mallofré.
Entre 1908 i 1909, l'arquitecte Jeroni Granell i Manresa hi va fer una reforma modernista, que va afectar especialment les façanes i el menjador, transformant la fonda en l'Hotel Buenos Aires, famós per les seves vistes de Barcelona. Fotògrafs com Lucien Roisin o Frederic Ballell van fer sèries fotogràfiques del menjador, que es convertirien en postals.
A la dècada de 1960, l'edifici passà a mans de la Congregació de Sant Vicenç de Paül com a residència per a la gent gran anomenada Llar Betània, que va tancar el 2012. El març del 2018, l'Associació de Veïns de Vallvidrera i Amics de Collserola van reivindicar-ne la catalogació. Aquell mateix any, la congregació religiosa vengué la propietat a un grup inversor local, London Private Company, que demanà permís d'obres per a fer-hi un hotel de 150 llits.

### Ocupació i compra per l'Ajuntament
Durant el 2019, diversos veïns es van agrupar per formar una cooperativa amb la intenció de comprar la finca i donar-li un ús social, però la propietat va rebutjar una oferta de 2,5 milions d'euros. El 2 de març al vespre, un grup de joves van reivindicar-ne l'ocupació i els propietaris van iniciar un procés judicial per a recuperar l'antiga residència i van criticar la lentitud de l'acció policial. El juliol del 2020, l'Ajuntament de Barcelona va anunciar la seva voluntat d'catalogar com a patrimoni i expropiar la casa mitjançant la requalificació com a equipament, amb la intenció de crear-hi 37 habitatges de lloguer social. El 28 d'octubre del mateix any, l'Àrea de Brigada Mòbil dels Mossos d'Esquadra va fer efectiu el desallotjament i es van produir manifestacions en contra i un nou intent d'ocupació que derivaren en càrregues policials.
El novembre del 2022, l'Ajuntament va comprar l'edifici als pares Paüls per 4,2 milions d'euros. Tanmateix, el 2024 el TSJC va estimar el recurs contenciós administratiu dels antics propietaris contra la modificació del PGM per un defecte de forma, per la qual cosa els veïns de Vallvidrera s'han tornat a plantejar l'ocupació.

## Descripció

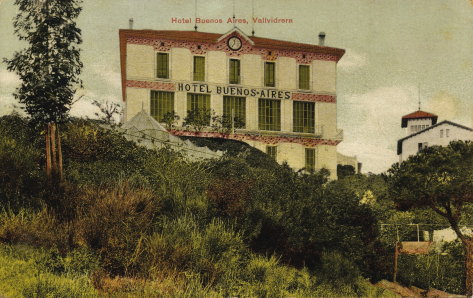
Postal del 1910 de l'Hotel Buenos Aires de Vallvidrera

Es tracta d'un edifici a quatre vents de soterrani, planta baixa i tres pisos. La part afrontada al carrer presenta dos cossos laterals al voltant d'un pati d'accés. La construcció és d'obra de fàbrica revestida amb morter de calç de dos gruixos, sobre el qual hi ha uns esgrafiats.
L'antic menjador, situat a la crugia més oriental, és l'espai més important de l'edifici, amb uns sostres molt alts i set gran balcons que l'il·luminen. Conserva encara els acabats de la reforma modernista, amb ceràmica vidrada en sostres i arrimadors, vitralls de colors en el coronament dels balcons, paviments de mosaic hidràulic al terra i llums de ferro forjat i vidre de colors. Tanamateix, no es conserva el mobiliari. Les cadires originals tenien la part de l'esquena en forma de cor, i eren variants del model 28 de l'empresa Germans Thonet. També hi havia penjadors model 15 dels Germans Thonet, amb quatre barres verticals.